# Aron Grünhut

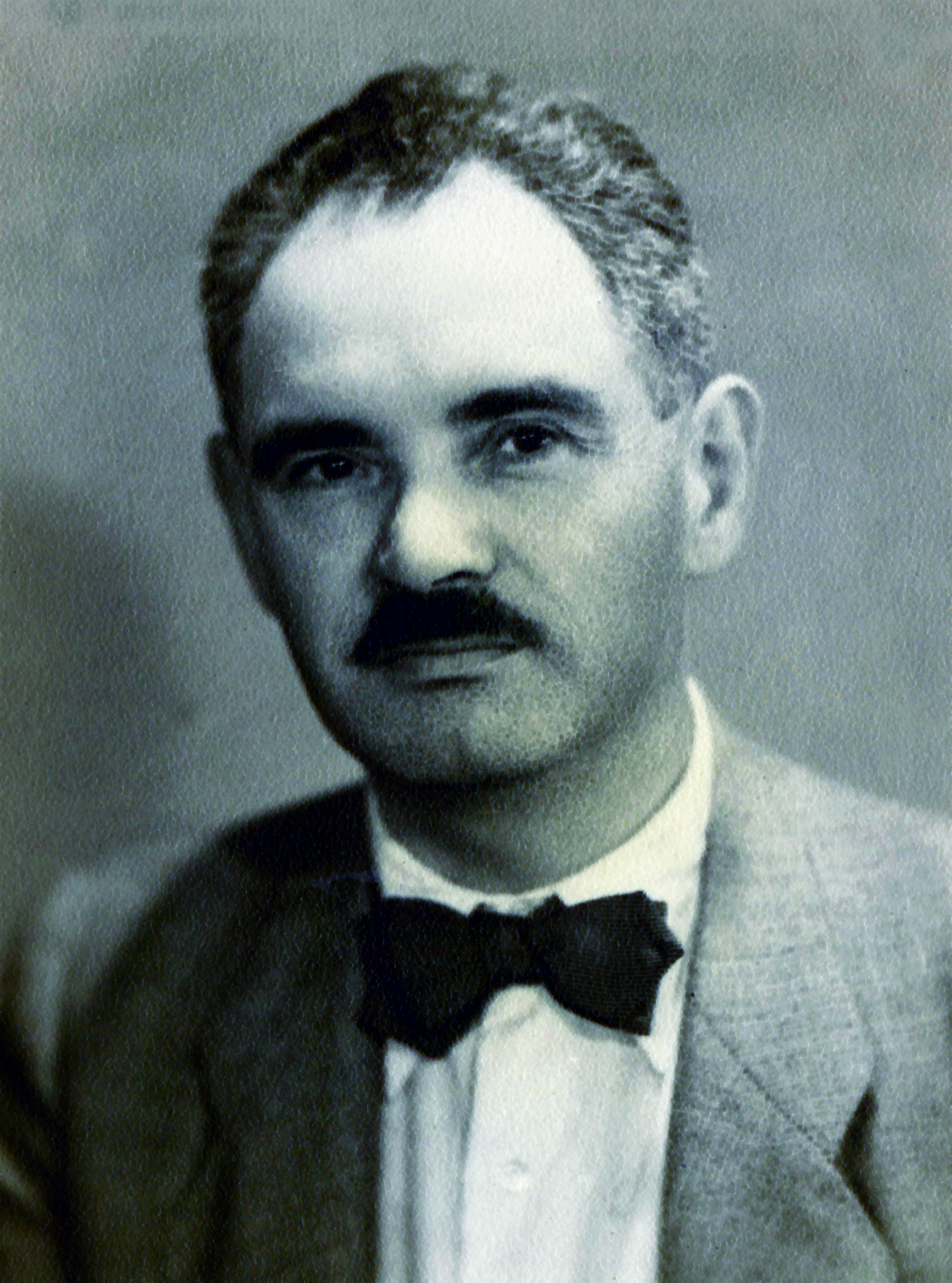
Aron Grünhut

Aron Grünhut (* 31. März 1895 in Preßburg (heute Bratislava); † 6. Mai 1974 in Tel Aviv-Jaffa, Israel) war ein Kaufmann aus Preßburg und Funktionär der jüdisch-orthodoxen Religionsgemeinschaft, der vor und während des Zweiten Weltkriegs die Rettung von mehr als 1.300 rassisch verfolgten Bürgern der heutigen Slowakei und der Nachbarländer organisiert hat.

## Biografie

### Kindheit und Jugend (1895–1919)
Aron Grünhut entstammte einer frommen jüdisch-orthodoxen Familie mit acht Kindern. Sein Vater William Grünhut starb als Aron 11 Jahre alt war, seine Mutter Fani musste daraufhin die Familie allein ernähren und eröffnete in der Zámocká Straße ein Speiselokal. Während des Ersten Weltkriegs diente Aron Grünhut in der österreichisch-ungarischen Armee als Sanitäter im Krankenhaus. 1919 heiratete er Etel Wosner aus einer wohlhabenden jüdischen Familie aus Dunajská Streda. In den kommenden Jahren kamen fünf Söhne zur Welt: Otto, Leo, Joseph (Akiva), Benjamin und William.

### Zwischenkriegszeit (1919–1938)
In der Zwischenkriegszeit wurde Grünhut zum Gastronomie-Unternehmer und widmete sich vor allem dem Handel mit Gänseleber. Er hat ein jüdisches Restaurant betrieben, war Mitglied der Handels- und Wirtschaftskammer und in der orthodoxen jüdischen Gemeinde in Bratislava aktiv. Dank seiner Arbeit als Kaufmann und häufiger Auslandsreisen verstand Grünhut viel von der politischen Situation in Europa. Mit Besorgnis verfolgte er die Radikalisierung der Verhältnisse in Deutschland und wusste von der Gefahr, die Juden als Folge der Politik Hitlers drohte. Ein bemerkenswerter Fall von Hilfe für jüdische Flüchtlinge vor Verfolgung in Österreich war Grünhuts Einsatz für hundert Juden aus Kittsee und Umgebung, die auf der Donauinsel Sihoť in einem Schleppboot gefangen gehalten wurden. Grünhut ist es nach schwierigen und mehrere Monate andauernden Bemühungen gelungen, für sie alle gültige Reisedokumente zu besorgen, mit denen sie legal ausreisen konnten. Zur selben Zeit ließ Grünhut ein Zeltlager für hunderte obdachlose Juden aufbauen, die sich in der Nähe von Dunajská Streda versammelt hatten. Zugleich organisierte er deren Ausreise nach Palästina.
Im Oktober 1938 rettete Grünhut den Preßburger Konfektionskaufmann Juda Goldberger, der auf Befehl der Gestapo in Österreich entführt und verhaftet wurde. Grünhut gelang es Goldberger zu befreien und ihm und seiner Familie die Flucht in die Vereinigten Staaten zu ermöglichen. Nachdem Grünhut von den Kindertransporten nach England erfuhr, die Sir Nicholas Winton in Prag organisiert hatte, setzte er durch, dass eine Gruppe von jüdischen Kindern aus Bratislava ausreisen konnte. Für zehn Jungen – darunter seinen Sohn Benny – organisierte er die erforderlichen Reisedokumente, so dass sie im Juni 1939 nach London ausreisen konnten, wo sie den Krieg überlebt haben. Erst nach vielen Jahren stellte sich heraus, dass sich unter den Jungen der spätere Oberrabbiner von Jerusalem Tibor (Yitzchak Tuvia) Weiss befunden hat, wie der spätere Londoner Rabbi Kurt (Scholem Ber) Stern und die israelische Journalisten-Legende Paul Kohn. 
Den Höhepunkt von Grünhuts Bemühungen für die Rettung von Juden vor der Nazi-Verfolgung bildete sein Einsatz im Juli 1939, bei dem er möglichst viele Juden nach Palästina in Sicherheit bringen wollte. Dafür mietete er zwei Luxus-Donaudampfer an (Queen Elizabeth und Zar Dusan), die mit 1.365 Flüchtlingen aus der Slowakei, Österreich, Böhmen und Mähren aus dem Hafen von Bratislava ausgelaufen sind. Die Schiffsfahrt, die zunächst für sechs Tage geplant war, zog sich durch Repressalien der bulgarischen und britischen Behörden deutlich in die Länge, so dass die Flüchtlinge schließlich mehr als vier Wochen in den internationalen Gewässern an der Donau verbringen mussten. Erst nach Grünhuts schwierigen und intensiven Verhandlungen konnten sie im rumänischen Hafen Sulina im Donaudelta am Schwarzen Meer in das Frachtschiff Noemi Julia umsteigen und nach weiteren anstrengenden 83 Tagen am Ziel in Haifa einlaufen. Die Hafenstadt in Palästina stand damals unter britischem Mandat. Grünhut arrangierte die Einreisevisa für Palästina.

### Der Zweite Weltkrieg (1939–1945)
Grünhut wollte seine Heimatstadt Bratislava selbst nach dem Ausbruch des Zweiten Weltkriegs nicht verlassen und blieb im jüdischen Widerstand aktiv. Wegen seiner Aktivitäten wurde er gegen Ende 1942 von den Behörden verhaftet. Einige Monate lang blieb er als politischer Gefangener in Ilava inhaftiert, bis seine Freunde und Familie im Mai 1943 die Entlassung aus dem Gefängnis erwirkt hatten. Grünhuts Frau und seinem jüngsten Sohn gelang in der Zwischenzeit die Flucht nach Ungarn, wohin nach seiner Entlassung auch Grünhut nachgekommen ist. In Budapest lebte er unter falscher Identität und hielt sich mit seiner Frau in Gebäude der ehemaligen tschechoslowakischen Botschaft versteckt. Sein Leben hat der dortige tschechische Heizer Emanuel Zima gerettet. Zíma hielt bis zur Befreiung von Budapest außer Grünhut und seiner Frau auch andere Juden versteckt und ihnen so das Leben gerettet. Grünhut vergaß dies nie: Gegen Ende der 60er Jahre setzte er durch, dass Zíma die höchste Auszeichnung von Israel „Gerechter unter den Völkern“ erhielt.

### Nach dem Krieg (1945–1948)
Aron Grünhut kehrte am 10. Mai 1945 in seine Heimatstadt Bratislava zurück. Fortan bemühte er sich den wenigen aus den Konzentrationslagern zurückkommenden Juden zu helfen und sorgte für Unterkunft und medizinische Versorgung für die Überlebenden des Holocaust. Gleichzeitig arbeitete er an Wiederherstellung der jüdisch-orthodoxen Gemeinde. Nachdem 1948 in der Tschechoslowakei die Kommunisten an die Macht gekommen kamen, entschied Grünhut mitsamt seiner Familie in den neu gegründeten Staat Israel auszuwandern.

### Das Leben in Israel (1948–1974)
Grünhut hat seine Heimatstadt im Exil nie vergessen. Er versuchte das Erbe des jüdischen Bratislava in Jerusalem am Leben zu erhalten und finanzierte den Bau einer neuen Synagoge und einer Yeshiva, die den Namen Preßburg erhielt. Diese Yeshiva setzte die Tradition der ältesten jüdischen Schule von Bratislava fort, die einst durch Chatam Sofer berühmt geworden ist. Grünhut organisierte in Israel Spendensammlungen und unterstützte die jüdischen Gemeinden in der Slowakei. Er setzte sich für die Rettung des jüdisch-orthodoxen Friedhofes in Bratislava und für die Rekonstruktion der Gedenkstätte von Chatam Sofer ein. In späteren Jahren fasste er seine Erinnerungen an das jüdisch-orthodoxe Bratislava und die Verfolgung slowakischer Juden im Buch Katastrophenzeit des Slowakischen Judentums – Aufstieg und Niedergang der Juden von Pressburg zusammen, das 1972 in Tel Aviv in deutscher Sprache erschienen ist.

## Das Vermächtnis von Aron Grünhut

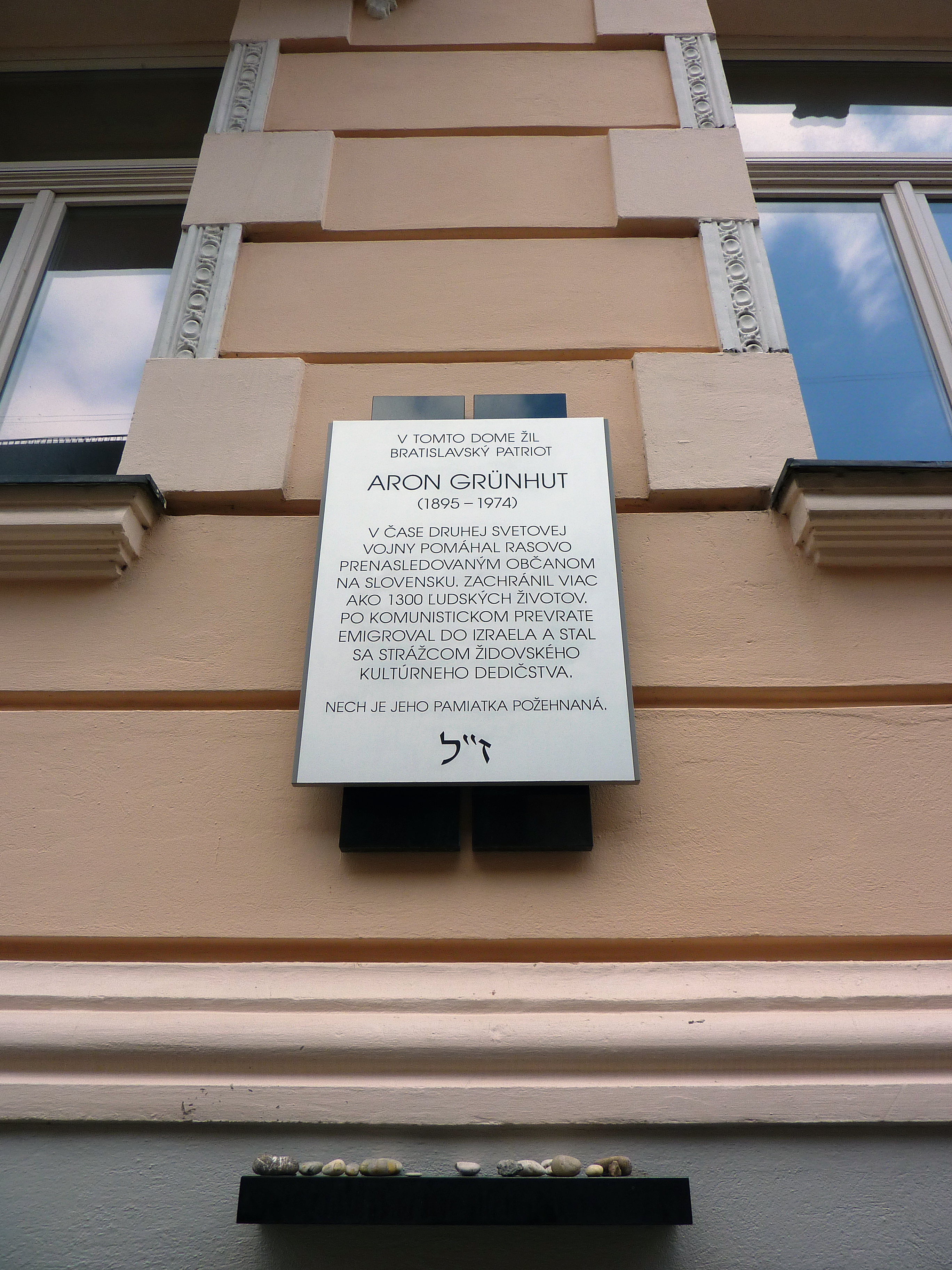
Gedenktafel in Bratislava

Nach Grünhuts Tod geriet sein Einsatz für die Rettung von Menschenleben weitgehend in Vergessenheit. Über sein Leben und die Rettung von verfolgten Juden erfuhr die Öffentlichkeit erst durch die Arbeit des slowakischen Journalisten Martin Mózer. Bei Recherchen über die durch den Nazismus bedrohten Kinder aus Preßburger jüdisch-orthodoxen Familien stieß er auf Grünhuts Namen. Er fand heraus, dass es er war, der Kindern aus Bratislava in die rettenden Züge nach England verhalf, die von Sir Nicholas Winton organisiert wurden. Martin Mózer recherchierte die Geschichte genauer und schuf schließlich die Ausstellung Aron Grünhut, Retter der Juden, Kämpfer für Menschenrechte. In weiterer Folge begannen sich die slowakischen Medien für seine Geschichte zu interessieren. Am 7. Oktober 2015 wurde in Bratislava in der Heydukovastraße 8, auf jenem Haus, in dem Aron Grünhut gelebt hat, eine Gedenktafel enthüllt, die an seinen Beitrag zur Rettung von rassisch verfolgten Bürgern der Slowakei erinnert.